# کرایتئو
کرایتئو (انگلیسی: Criteo) شرکت تبلیغات فرانسوی است، که در سال ۲۰۰۵ تأسیس شد.